# Die grössten Schweizer Talente
Die grössten Schweizer Talente (Akronym: DGST) ist die Schweizer Version des Castingshow-Formats Got Talent. In der Show, welche auf SRF 1 ausgestrahlt wird, wird ein besonderes Talent gesucht. Die Kandidaten präsentieren ihr jeweiliges Talent in einem Bühnenauftritt, bevor eine Jury entscheidet, welche Bewerber ins Halbfinale kommen. In den Halbfinal- und Finalshows bestimmen die Fernsehzuschauer per Televoting über die Platzierungen der Kandidaten. 
Maya Wirz (Gesang) wurde am 20. März 2011 zum ersten grössten Schweizer Talent gewählt. Die zweite Staffel wurde am 17. März 2012 von Eliane Müller (Gesang) gewonnen. Am Ende der dritten Staffel am 11. April 2015 ersang sich Flavio Rizzello den Sieg. Die vierte Staffel endete am 9. April 2016 mit Jason Brügger (Luftakrobatik an den Strapaten) als grösstem Schweizer Talent.
Anfang Mai 2016 gab SRF bekannt, dass das Format, trotz hoher Einschaltquoten, bis frühestens 2018 nicht mehr am Fernsehen zu sehen sein werde. Mitgrund für den Entscheid sei gewesen, dass die 'überschaubare' Schweiz nicht ausreichend abwechslungsreiche Talente habe.

## Mitwirkende

### Jury
| Staffel | Juroren       | Juroren         | Juroren            | Juroren     |
| Staffel | 1             | 2               | 3                  | 4           |
| ------- | ------------- | --------------- | ------------------ | ----------- |
| 1       | DJ BoBo       | Christa Rigozzi | Roman Kilchsperger |             |
| 2       | DJ BoBo       | Christa Rigozzi | Roman Kilchsperger |             |
| 3       | DJ BoBo       | Christa Rigozzi | Gilbert Gress      | Sven Epiney |
| 4       | Jonny Fischer | Gilbert Gress   | Susanne Kunz       | Bligg       |

### Moderation
| Staffel | Moderatoren | Moderatoren   |
| ------- | ----------- | ------------- |
| 1       | Sven Epiney | Andrea Jansen |
| 2       | Sven Epiney | Anna Maier    |
| 3       | Viola Tami  | Viola Tami    |
| 4       | Viola Tami  | Viola Tami    |

## Erste Staffel
Die erste Folge der ersten Staffel wurde am 29. Januar 2011 auf SF 1 ausgestrahlt.
Die Jury bestand aus Sänger DJ BoBo, Ex-Miss Schweiz Christa Rigozzi und aus dem Fernsehmoderator Roman Kilchsperger.
Die Casting-Shows wurden bereits im Dezember 2010 im Theater 11 in Zürich produziert, nachdem sich die Kandidaten in sogenannten Pre-Castings beweisen mussten. Die vier Casting-Shows wurden ab dem 29. Januar 2011 jeweils samstags um 20:10 Uhr ausgestrahlt. Die Juroren konnten während einer Darbietung den roten Buzzer auf ihrem Pult betätigen, um anzuzeigen, dass es ihnen nicht gefällt. Danach sprachen sie sich mit einem Ja oder Nein für oder gegen das Weiterkommen aus.
Ab dem 27. Februar 2011 wurden mit den ausgewählten Kandidaten jeweils sonntags drei Halbfinalshows aus der Bodensee-Arena in Kreuzlingen gesendet. Die zwei Kandidaten mit den meisten Telefonanrufen des Fernsehpublikums schafften jeweils den direkten Sprung ins Finale. Die Jury wählte anschliessend den dritten Finalteilnehmer, indem sie sich für einen der Kandidaten auf Platz drei und vier des Votings entschied. Die Finalshow fand am 20. März 2011 statt. Siegerin der ersten Staffel wurde die Sängerin Maya Wirz, welche den Titel Time To Say Goodbye sang. Wirz unterschrieb eine Woche nach dem Finale einen Plattenvertrag mit Sony Music. Ihr erstes Album «Mein Traum» wurde im Juni 2011 veröffentlicht. DRS 3 war Partnersender von DGST.

### Erste Halbfinalshow
Die erste Halbfinalshow fand am 27. Februar 2011 statt. Folgende Kandidaten hatten sich dafür qualifiziert:
| Name                  | Talent              | Ergebnis der Halbfinalshow |
| --------------------- | ------------------- | -------------------------- |
| Anthea Beyeler (11)   | Flamenco            | ausgeschieden              |
| Nina Burri (33)       | Kontorsion          | direkt weitergewählt       |
| Inzane                | Hip-Hop/Streetdance | ausgeschieden              |
| Tiffany Limacher (17) | Komposition/Gesang  | ausgeschieden              |
| Garry Müller (44)     | Gesang              | ausgeschieden              |
| New Jack              | Hip-Hop/R'n'B-Tanz  | ausgeschieden              |
| Joseph Stenz (36)     | Feuerkunst          | von der Jury weitergewählt |
| Maya Wirz (49)        | Gesang              | direkt weitergewählt       |

### Zweite Halbfinalshow
Die zweite Halbfinalshow fand am 6. März 2011 statt. Folgende Kandidaten hatten sich dafür qualifiziert:
| Name                                   | Talent              | Ergebnis der Halbfinalshow |
| -------------------------------------- | ------------------- | -------------------------- |
| Alison Bucher (19)                     | Gesang              | ausgeschieden              |
| Jan Denli (13) & Yannyna Alvarez (11)  | Boogie-Woogie       | direkt weitergewählt       |
| Nicolas Fischer (19)                   | Seilspringen        | von der Jury weitergewählt |
| Dominic Hunziker (26)                  | Gesang/Piano        | ausgeschieden              |
| Natalia Macauley (27)                  | Akrobatik           | ausgeschieden              |
| Alessandro Veletta (31)                | Gesang/Luftgitarre  | ausgeschieden              |
| Rauf Yasit (24) & Oliver Malicdem (23) | Tanz/Bewegungskunst | direkt weitergewählt       |
| Flora Makaya Yavwa (32)                | Gesang              | ausgeschieden              |

### Dritte Halbfinalshow
Die dritte Halbfinalshow fand am 13. März 2011 statt. Folgende Kandidaten hatten sich dafür qualifiziert:
| Name                                         | Talent          | Ergebnis der Halbfinalshow |
| -------------------------------------------- | --------------- | -------------------------- |
| Toni Graber (53)                             | Sprachimitation | ausgeschieden              |
| World's Parkour Family                       | Parkour         | ausgeschieden              |
| Fatlum Musliji (19)                          | Robo-Dance      | direkt weitergewählt       |
| Kurt Oberlaender (75) & Brigitte Fröhli (50) | Gesang          | ausgeschieden              |
| Phenomen                                     | Gesang          | direkt weitergewählt       |
| Julia Maria Sakar (14)                       | Gesang          | von der Jury weitergewählt |
| Markus Müller (44)                           | Gesang          | ausgeschieden              |
| Luca Spitz (11)                              | Karate          | ausgeschieden              |

### Finalshow
In der Finalshow vom 20. März 2011 wurde von den Zuschauern folgendermassen abgestimmt:
| Name                         | Talent        | Televoting-Ergebnis im Finale |
| ---------------------------- | ------------- | ----------------------------- |
| Maya Wirz                    | Gesang        | 22,78 %                       |
| Nina Burri                   | Kontorsion    | 20,02 %                       |
| Jan Denli & Yannyna Alvarez  | Boogie-Woogie | 12,83 %                       |
| Julia Maria Sakar            | Gesang        | 8,36 %                        |
| Phenomen                     | Gesang        | 7,87 %                        |
| Fatlum Musliji               | Robo-Dance    | 7,74 %                        |
| Joseph Stenz                 | Feuerkunst    | 6,94 %                        |
| Nicolas Fischer              | Seilspringen  | 6,82 %                        |
| Rauf Yasit & Oliver Malicdem | Tanz          | 6,64 %                        |

## Zweite Staffel
Im Mai 2011 wurde bekannt, dass eine zweite Staffel in Planung sei. Diese wurde ab dem 28. Januar 2012 auf SF 1 ausgestrahlt. Anstelle von Andrea Jansen moderierte in dieser Staffel Anna Maier an der Seite von Sven Epiney. Neu wurden die Castingshows auch mittwochs ausgestrahlt. Partnersender während dieser Staffel war DRS 1. In der Jury gab es keinerlei Änderungen. Die Liveshows fanden jeweils samstags statt. Die Finalsendung wurde live aus der Bodensee-Arena in Kreuzlingen gesendet. Am 17. März 2012 wählte das Fernsehpublikum die Sängerin Eliane Müller zum grössten Schweizer Talent. Diese konnte in der Finalshow mit der Eigeninterpretation des Metallica-Songs Nothing Else Matters überzeugen.

### Erste Halbfinalshow
Die erste Halbfinalshow fand am 25. Februar 2012 statt. Folgende Kandidaten haben sich dafür qualifiziert:
| Name                          | Talent              | Ergebnis der Halbfinalshow |
| ----------------------------- | ------------------- | -------------------------- |
| Mattia Da Dalt (28)           | Gesang              | ausgeschieden              |
| Urs Rudin (49)                | Sandmalerei         | direkt weitergewählt       |
| Nico Minnig & Arbanite Avdija | Gesang              | ausgeschieden              |
| Melissa Sanchez Lehmann (20)  | Gesang              | direkt weitergewählt       |
| Special Elements              | Hip-Hop/Streetdance | von der Jury weitergewählt |
| The Velvet Cats               | Comedy/Gesang       | ausgeschieden              |
| WintiAkro                     | Sportakrobatik      | ausgeschieden              |
| Aaron Zäch (14)               | Gesang              | ausgeschieden              |

### Zweite Halbfinalshow
Das zweite Halbfinale fand am 3. März 2012 mit folgenden Kandidaten statt:
| Name                      | Talent               | Ergebnis der Halbfinalshow |
| ------------------------- | -------------------- | -------------------------- |
| Deha Cokyasa (17)         | Tanz                 | ausgeschieden              |
| Die 3 Tenöre              | Comedy/Gesang        | ausgeschieden              |
| Markus Durrer (46)        | Gesang               | ausgeschieden              |
| Duo Yingling              | Akrobatik/Kontorsion | direkt weitergewählt       |
| Lia Seddio (21)           | Gesang               | ausgeschieden              |
| Ronald Schmid und Ronaldo | Bauchreden           | ausgeschieden              |
| Andrea Sutter (18)        | Gesang               | direkt weitergewählt       |
| Luca Tarqua (13)          | Gesang               | von der Jury weitergewählt |

### Dritte Halbfinalshow
Die dritte Halbfinalshow fand am 10. März 2012 statt. Folgende Kandidaten hatten sich dafür qualifiziert:
| Name                 | Talent                           | Ergebnis der Halbfinalshow |
| -------------------- | -------------------------------- | -------------------------- |
| Danceloft            | Ballett                          | ausgeschieden              |
| Drums2Streets        | Perkussion                       | direkt weitergewählt       |
| Ilir Hajvazi (17)    | Tanz                             | ausgeschieden              |
| Gjon Muharremaj (13) | Gesang                           | ausgeschieden              |
| Eliane Müller (21)   | Gesang                           | direkt weitergewählt       |
| Lukas Pfaff (48)     | Schattenkunst                    | ausgeschieden              |
| Fabrizio Sassi (29)  | Gesang                           | von der Jury weitergewählt |
| Swisstricks          | Akrobatik/Tanz/Kampfsport/Comedy | ausgeschieden              |

### Finalshow
In der Finalshow vom 17. März 2012 wurde von den Zuschauern folgendermassen abgestimmt:
| Name                    | Talent               | Televoting-Ergebnis im Finale |
| ----------------------- | -------------------- | ----------------------------- |
| Eliane Müller           | Gesang               | 32,85 %                       |
| Drums2Streets           | Perkussion           | 20,87 %                       |
| Melissa Sanchez Lehmann | Gesang               | 9,65 %                        |
| Special Elements        | Hip-Hop/Streetdance  | 8,20 %                        |
| Urs Rudin               | Sandmalerei          | 7,99 %                        |
| Duo Yingling            | Akrobatik/Kontorsion | 7,18 %                        |
| Fabrizio Sassi          | Gesang               | 6,67 %                        |
| Andrea Sutter           | Gesang               | 4,68 %                        |
| Luca Tarqua             | Gesang               | 1,91 %                        |

## Dritte Staffel
Nach zwei Jahren Pause wurde Ende August 2014 bekannt, dass ab Februar 2015 eine 3. Staffel von «Die grössten Schweizer Talente» auf SRF 1 ausgestrahlt wird. Die Casting-Shows wurden bereits im Dezember 2014 im Theater 11 in Zürich produziert und im Januar und Februar 2015 ausgestrahlt. Die beiden Halbfinal- und Finalshows wurden direkt aus der Bodensee-Arena in Kreuzlingen gesendet.
Es sassen neu vier statt drei Personen in der Jury, die in den Casting-Shows die Kandidaten bewertete. Roman Kilchsperger wurde durch Gilbert Gress und Sven Epiney ersetzt. Wenn sich die vier Jurymitglieder uneinig waren, entschieden neu die Zuschauer per Online-Abstimmung, ob der Kandidat ausscheidet oder eine Halbfinal-Chance erhält. Ebenfalls neu war in der dritten Staffel der goldene Buzzer, mit welchem die Jury überzeugende Talente direkt ins Halbfinale schicken konnte. Jeder Juror durfte nur ein einziges Mal den goldenen Buzzer betätigen.
Dank des goldenen Buzzers haben sich folgende Kandidaten aus den Casting-Shows direkt ins Halbfinale qualifiziert:
- Flavio Rizzello (am 21. Februar durch Christa Rigozzi)
- Amelia Werlen (am 7. März durch Gilbert Gress)
- Lina Kuduzović (am 14. März durch Sven Epiney)
- Cristian Archetti (am 21. März durch DJ BoBo)

### Erste Halbfinalshow
Die erste Halbfinalshow fand am 28. März 2015 statt. Folgende Kandidaten haben sich dafür qualifiziert:
| Name                                       | Talent                | Ergebnis der Halbfinalshow |
| ------------------------------------------ | --------------------- | -------------------------- |
| Rising Eagles                              | Sportakrobatik        | ausgeschieden              |
| Flavio Rizzello (10)                       | Gesang                | direkt weitergewählt       |
| Gessica Paradiso (19) & Romano Solano (20) | Tanz                  | direkt weitergewählt       |
| Swiss Domino Effect                        | Dominoeffekt          | ausgeschieden              |
| Jessica Gasser (19) & Elise Martin (16)    | Trapezartistik        | direkt weitergewählt       |
| Pascale Salzmann (21)                      | Gesang                | ausgeschieden              |
| Black Diamonds                             | Breakdance            | ausgeschieden              |
| Kenneth Gerber (20)                        | Gesang                | ausgeschieden              |
| Coloro                                     | Multimedia-Lichtkunst | von der Jury weitergewählt |
| Cristian Archetti (33)                     | Hip-Hop               | direkt weitergewählt       |

### Zweite Halbfinalshow
Das zweite Halbfinale fand am 4. April 2015 mit folgenden Kandidaten statt:
| Name                                      | Talent              | Ergebnis der Halbfinalshow |
| ----------------------------------------- | ------------------- | -------------------------- |
| Special E-Force                           | Tanz                | ausgeschieden              |
| Lina Kuduzović (12)                       | Gesang              | direkt weitergewählt       |
| Marc Haller («Erwin aus der Schweiz», 27) | Comedy/Zauberkunst  | direkt weitergewählt       |
| Nora Zoller (20)                          | Reifenartistik      | direkt weitergewählt       |
| Lucca Gloor (15)                          | Gesang              | von der Jury weitergewählt |
| Swiss Wushu                               | Wushu               | ausgeschieden              |
| Amelia Werlen (13)                        | Gesang              | ausgeschieden              |
| Moira Buser (18)                          | Tanz                | ausgeschieden              |
| Naeman Meier (20)                         | Gesang              | ausgeschieden              |
| Wallscrapers Trampoline                   | Trampolin-Akrobatik | direkt weitergewählt       |

### Finalshow
Die Finalshow fand am 11. April 2015 statt. Die genauen Ergebnisse des Televotings der Zuschauer wurde nicht bekannt gegeben. Zuerst wurden die drei bestplatzierten Talente ohne Wertung genannt und anschliessend der Name des grössten Schweizer Talents.
| Name                                       | Talent                |                                                                                 |
| ------------------------------------------ | --------------------- | ------------------------------------------------------------------------------- |
| Flavio Rizzello (10)                       | Gesang                | Gewinner                                                                        |
| Marc Haller («Erwin aus der Schweiz», 27)  | Comedy/Zauberkunst    | unter den drei Bestplatzierten (ohne Wertung)                                   |
| Wallscrapers Trampoline                    | Trampolin-Akrobatik   | unter den drei Bestplatzierten (ohne Wertung)                                   |
| Coloro                                     | Multimedia-Lichtkunst | die weiteren Finalteilnehmer (ohne Wertung, in der Reihenfolge ihrer Auftritte) |
| Cristian Archetti (33)                     | Hip-Hop               | die weiteren Finalteilnehmer (ohne Wertung, in der Reihenfolge ihrer Auftritte) |
| Jessica Gasser (19) & Elise Martin (16)    | Trapezartistik        | die weiteren Finalteilnehmer (ohne Wertung, in der Reihenfolge ihrer Auftritte) |
| Lina Kuduzović (12)                        | Gesang                | die weiteren Finalteilnehmer (ohne Wertung, in der Reihenfolge ihrer Auftritte) |
| Gessica Paradiso (19) & Romano Solano (20) | Tanz                  | die weiteren Finalteilnehmer (ohne Wertung, in der Reihenfolge ihrer Auftritte) |
| Lucca Gloor (15)                           | Gesang                | die weiteren Finalteilnehmer (ohne Wertung, in der Reihenfolge ihrer Auftritte) |
| Nora Zoller (20)                           | Reifenartistik        | die weiteren Finalteilnehmer (ohne Wertung, in der Reihenfolge ihrer Auftritte) |

## Vierte Staffel
Am 20. Februar 2016 startete die 4. Staffel von «Die grössten Schweizer Talente». Die Sendungen werden wie diejenigen der 3. Staffel von Viola Tami moderiert. Von den bisherigen vier Personen in der Jury, die in den Casting-Shows die Kandidaten bewerten, blieb nur Gilbert Gress. Sven Epiney durch Jonny Fischer aus dem Cabaretduo Divertimento, Christa Rigozzi durch Susanne Kunz und Der Musiker DJ BoBo wurde durch Rapper Bligg ersetzt.
Die neun Castingsendungen der 4. Staffel, für die sich über 1500 Talente bewarben, wurden bereits im November 2015 im Theater 11 in Zürich produziert und im Februar und März 2016 ausgestrahlt. Die beiden Halbfinals und die Finalshow wurden als Direktübertragung aus der Bodensee-Arena in Kreuzlingen gesendet.
Die in der 3. Staffel eingeführte Online-Abstimmung durch die Zuschauer bei den Casting-Shows wurde nicht mehr durchgeführt. Neu entschieden die vier Jurymitglieder jeweils am Ende jeder Sendung in einem anderen Raum, wer von den Kandidaten, die in der Sendung vier Ja-Stimmen erhielten, in eines der beiden Halbfinals durfte. Der in der dritten Staffel neu eingeführte «goldene Buzzer», mit welchem die Jury überzeugende Talente direkt ins Halbfinale schicken konnte, wurde beibehalten. Jeder Juror, neu auch die Moderatorin, durfte nur ein einziges Mal den goldenen Buzzer betätigen. Insgesamt wurden 20 Halbfinalisten bestimmt. In den beiden Halbfinals traten je zehn Kandidaten auf, die vom Fernsehpublikum mittels SMS und Telefonanrufen bewertet wurden. Aus jedem Halbfinale schafften es fünf Kandidaten ins Finale, in dem wiederum die TV-Zuschauer über den Sieg entscheiden.
Dank des goldenen Buzzers haben sich folgende Kandidaten aus den Casting-Shows direkt ins Halbfinale qualifiziert:
- Nadia Maria Endrizzi (am 20. Februar durch Jonny Fischer)
- «Steep Dance Crew» (am 27. Februar durch Gilbert Gress)
- Amir Ameti (am 5. März durch Susanne Kunz)
- Fabien Ropraz & Ioulia Ioudina (am 12. März durch Moderatorin Viola Tami)
- Jessica Maurer (am 19. März durch Bligg)

### Erste Halbfinalshow
Die erste Halbfinalshow fand am 26. März 2016 in der Bodensee-Arena in Kreuzlingen statt. Folgende Kandidaten haben sich qualifiziert (in der Reihenfolge ihres Auftritts und Ergebnis inkl. Platzierung, soweit in der Sendung bekannt gegeben):
| Name                           | Talent               | Ergebnis der Halbfinalshow          |
| ------------------------------ | -------------------- | ----------------------------------- |
| ASD Allstarz                   | Hip-Hop-Tanz         | ausgeschieden                       |
| Klaudia Dyttertová             | Gesang               | direkt weitergewählt (3.)           |
| Julius Nötzli                  | Chlefelen            | Dank Televoting weitergekommen (5.) |
| Beatrice Kessi                 | Luftring-Akrobatik   | ausgeschieden (6.)                  |
| The Blackouts                  | Lichtperformance     | direkt weitergewählt (4.)           |
| Amir Ameti                     | Gesang               | ausgeschieden                       |
| Nina Stangier                  | Kunstrad-Akrobatik   | ausgeschieden                       |
| Steili Kressä                  | Gesang (Männerchor)  | ausgeschieden                       |
| Ioulia Ioudina & Fabien Ropraz | Rock ’n’ Roll (Tanz) | direkt weitergewählt (2.)           |
| Nadia Maria Endrizzi           | Gesang               | direkt weitergewählt (1.)           |

Die Jury musste nach dem Televoting zwischen Beatrice Kessi und Julius Nötzli auswählen, wer weiter in das Finale darf. Bligg und Jonny Fischer entschieden sich für Julius Nötzli, Gilbert Gress und Susanne Kunz für Beatrice Kessi. Im Verlauf der Direktübertragung der Halbfinalshow erhielt Julius Nötzli im Televoting durch die Zuschauer mehr stimmen und kommt somit eine Runde weiter.

### Zweite Halbfinalshow
Das zweite Halbfinale fand am 2. April 2016 in der Bodensee-Arena in Kreuzlingen statt. Folgende Kandidaten haben sich qualifiziert (in der Reihenfolge ihres Auftritts und Ergebnis inkl. Platzierung, soweit in der Sendung bekannt gegeben):
| Name             | Talent       | Ergebnis der Halbfinalshow                |
| ---------------- | ------------ | ----------------------------------------- |
| Steep Dance Crew | Hip-Hop-Tanz | direkt weitergewählt (4.)                 |
| Jessica Maurer   | Gesang       | ausgeschieden                             |
| Lea Friedli      | Tanz         | ausgeschieden                             |
| Team STAMA       | Akrobatik    | ausgeschieden                             |
| Zoe Staubli      | Gesang       | ausgeschieden                             |
| Toni Bauhofer    | Jonglieren   | direkt weitergewählt (3.)                 |
| Jason Brügger    | Artistik     | direkt weitergewählt (2.)                 |
| Maria Altstätter | Gesang       | ausgeschieden (5. oder 6.)                |
| Focus            | Tanz         | weitergewählt durch die Jury (5. oder 6.) |
| Reto & Dominique | Gesang       | direkt weitergewählt (1.)                 |

Die Jury entschied sich nach dem Televoting mit drei Stimmen für die Tanzgruppe Focus und somit schied die Sängerin Maria Altstätter aus.

### Finalshow
Die Finalshow fand am 9. April 2016 in der Bodensee-Arena in Kreuzlingen statt. Die genauen Ergebnisse des Televotings der Zuschauer wurde nicht bekannt gegeben. Zuerst wurden die drei bestplatzierten Talente ohne Wertung genannt und anschliessend der Name des grössten Schweizer Talents.
| Name                           | Talent                    | Ergebnis                                                                        |
| ------------------------------ | ------------------------- | ------------------------------------------------------------------------------- |
| Jason Brügger                  | Luftakrobatik (Strapaten) | Gewinner                                                                        |
| Ioulia Ioudina & Fabien Ropraz | Rock ’n’ Roll (Tanz)      | unter den drei Bestplatzierten (ohne Wertung)                                   |
| Reto & Dominique               | Gesang                    | unter den drei Bestplatzierten (ohne Wertung)                                   |
| Steep Dance Crew               | Hip-Hop-Tanz              | die weiteren Finalteilnehmer (ohne Wertung, in der Reihenfolge ihrer Auftritte) |
| Klaudia Dyttertová             | Gesang                    | die weiteren Finalteilnehmer (ohne Wertung, in der Reihenfolge ihrer Auftritte) |
| Toni Bauhofer                  | Jonglieren                | die weiteren Finalteilnehmer (ohne Wertung, in der Reihenfolge ihrer Auftritte) |
| The Blackouts                  | Lichtperformance          | die weiteren Finalteilnehmer (ohne Wertung, in der Reihenfolge ihrer Auftritte) |
| Focus                          | Tanz                      | die weiteren Finalteilnehmer (ohne Wertung, in der Reihenfolge ihrer Auftritte) |
| Nadia Maria Endrizzi           | Gesang                    | die weiteren Finalteilnehmer (ohne Wertung, in der Reihenfolge ihrer Auftritte) |
| Julius Nötzli                  | Chlefelen                 | die weiteren Finalteilnehmer (ohne Wertung, in der Reihenfolge ihrer Auftritte) |

## Besonderheiten
- Die 14-jährige Julia Maria Sakar, Finalistin der ersten Staffel, nahm 2009 bereits beim deutschen Format Das Supertalent teil. Dort wurde sie aus ungeklärten Gründen vom Wettbewerb ausgeschlossen. In Tschechien und der Slowakei durfte sie am Finale nicht teilnehmen, da der Hauptpreis für Kinder ungeeignet war. Sakar hatte bereits einen Auftritt in der Unterhaltungsshow Benissimo auf SF 1. Zudem sendete das Schweizer Fernsehen im Februar 2010 im Rahmen der Sendung Reporter einen halbstündigen Beitrag über die bisherige Karriere von Julia Maria Sakar.
- DGST wurde während der ersten Staffel vom Kinderprogrammfenster Zambo begleitet. Darin wurde  intensiv über die Castingshow berichtet. So waren wiederholt die teilnehmenden Kinder in der Sendung myZambo zu Gast.
- Das Musiker-Duo «MAREY» wurde in der vierten Casting-Sendung der vierten Staffel für das Halbfinal nominiert, entschied sich aber später, nicht weiter auf der DGST-Bühne aufzutreten.[10] An deren Stelle rückte Klaudia Dittertová (Gesang) nach.

## Kritik
- Während der Aufzeichnungen der Casting-Shows wurde kritisiert, dass die Zuschauer vor dem Eintritt in das Theater 11 ihr Einverständnis für die Weiterleitung ihrer persönlichen Daten für Werbezwecke an Dritte geben mussten. Zudem durfte der Sitzplatz während der vierstündigen Aufzeichnung nicht verlassen werden.[11]
- Kritisiert wurde, dass vor dem Castingauftritt der Sängerin und späteren Gewinnerin Maya Wirz absichtlich verschwiegen wurde, dass die Kandidatin eine Gesangsausbildung abgeschlossen sowie an grösseren Produktionen bereits mitgewirkt hat. Das Schweizer Fernsehen rechtfertigte sich mit der Begründung, es sei noch kein Supertalent vom Himmel gefallen und jedermann sei als Kandidat zugelassen.

## Auszeichnungen
- Schweizer Fernsehpreis 2011 in der Kategorie Beste Sendung